# Подводные лодки типа IDS
Подводные лодки типа IDS (Indigenous Defense Submarine, оборонные подводные лодки отечественной постройки) — тайваньский проект по разработке и постройке серии многоцелевых  подводных лодок.

## История
Имея на вооружении две подводные лодки нидерландской разработки, построенные в конце 1980-х годов, Китайская Республика (Тайвань) уже более 20 лет пытается приобрести более современные субмарины. Однако США, основной поставщик вооружений на Тайвань, производит только атомные подводные лодки.

### Итальянское предложение (2003)
В 2003 году правительство США выступило с предложением о покупке четырех подводных лодок типа «Сауро» в Италии на условиях их полной модернизации. Сообщается, что Италия также согласилась продать еще четыре однотипных лодки более поздней модификации, которые в то время все еще находились на действительной службе в ВМС Италии, всего восемь, после их окончательного вывода из состава ВМС Италии. Однако Тайбэй отклонил это предложение, заявив, что ему нужны новые подводные лодки, не старше находящихся на вооружении. В последующие годы другого решения найти не удалось.

### Собственная программа (2014)
После неоднократных неудачных попыток закупить дизель-электрические подводные лодки у других стран, Тайвань начал рассматривать возможность постройки необходимых восьми подводных лодок самостоятельно. Эскадра современных подводных лодок значительно улучшила бы обороноспособность острова. Однако строительство подводных лодок — чрезвычайно сложный и требующий высоких технологий проект. 15 апреля 2014 года министр обороны Йен Мин объявил, что Соединенные Штаты согласились помочь Тайваню в строительстве собственных дизель-электрических ударных подводных лодок. 
4 августа 2016 года Китайская судостроительная корпорация (CSBC) официально учредила центр разработки подводных лодок под кодовым названием (海 昌, «Хай Чанг») 

### Передача американских технологий (2018)
В апреле 2018 года президент США Дональд Трамп утвердил лицензию, необходимую американским компаниям для продажи Тайваню технологий для постройки собственных подводных лодок.  В июле 2018 года сообщалось  что компания из Индии и оборонный подрядчик из Японии представили проектные предложения  вместе с двумя компаниями из США и еще двумя из Европы. Предполагается, что была выбрана французская French Naval group.  

## Проектирование
В мае 2019 года Тайвань представил масштабную модель выбранной им конструкции дизель-электрической ударной подводной лодки местного производства. X-образными рулями и очертаниями надстройки внешний дизайн напоминает японские подводные лодки типа «Сорю». Лодки будут собирать на Тайване по японской технологии. Техническую поддержку проекту оказывает японская команда, состоящая из бывших инженеров Mitsubishi и Kawasaki Heavy Industries. Сообщается, что Тайваню предложен вариант системы боевого управления AN/BYG-1, которым оснащаются американские подводные лодки типа «Вирджиния». Также считается, что некоторое влияние на дизайн оказали голландские подводные лодки, которые в настоящее время эксплуатируются на Тайване.   Водоизмещение лодки оценивается  в 2500 тонн, длина — около 70 м.  Тайваньская корпорация CSBC получила контракт на постройку восьми подводных лодок.  Первоначальная стоимость проекта составляет $3,3 млрд, в дальнейшем  прогнозируется его расширение до $10 млрд за десять лодок. 
В октябре 2019 года появились сообщения, что строительство начнется на верфи Heping Island в Килунге (северо-восток Тайваня), а не в Гаосюне (юго-западный Тайвань), как считалось ранее.  Позже в октябре 2019 года стало известно, что сотрудникам, работающим над проектом, по соображениям безопасности запрещено путешествовать или проезжать через Макао или Гонконг (поездки на материковый Китай были ограничены ранее).

## Вооружение
Подводные лодки будут вооружены тяжёлыми торпедами Mk48 Mod 6 и противокорабельными ракетами UGM-84L Harpoon Block II подводного пуска. Электронное оборудование и средства обнаружения будут включать боевую информационную систему и гидроакустический комплекс производства американских компаний Lockheed Martin и Raytheon. Сообщается, что лодки будут оснащены новыми высокоэффективными литий-ионными аккумуляторами местного производства. Ранее предполагавшаяся воздухонезависимая двигательная установка не планируется.

## Строительство
В ноябре 2020 года президент Цай Инвэнь открыл завод в Гаосюне, где планируется построить восемь подводных лодок. Строительство начнётся с прототипа, который должен был быть построен за 78 месяцев. Передача флоту планировалась в 2025 году, хотя срок 78 месяцев предполагает более позднюю поставку.   Сообщается, что в период с декабря 2020 года по февраль 2021 года Соединенные Штаты одобрили экспорт на Тайвань трех ключевых систем для этой программы: цифровых гидроакустических систем, интегрированных боевых систем и систем вспомогательного оборудования (перископов). 
Головная лодка заложена 16 ноября 2021 года. Церемония начала строительства («первая резка металла») проводилась за год до этого в присутствии президента Тайваня Tsai Ingwen.
В 2021 году было объявлено, что сроки постройки переносятся, спуск на воду прототипа ожидается в сентябре 2023 года.
В ноябре 2021 года агентство Reuters сообщило, что Тайвань нанял инженеров и отставных подводников из США, Великобритании, Австралии, Южной Кореи, Индии, Испании и Канады для работы над программой и консультирования. 
В сентябре 2023 года состоялась церемония присвоения названия и спуска на воду первой субмарины этой серии — Хай Кун (海鯤), бортовой номер 711.